# Указање Госпе у селу Грабовица
„Указање Госпе у селу Грабовица” је југословенски ТВ филм из 1985. године. Режирао га је Бахрудин Бато Ченгић а сценарио је написао Мирослав Јанчић.

## Радња
У забаченом, брдовитом крашком селу дани теку мирним и уобичајеним током. У сеоској школи ради и живи згодна учитељица са својом бебом. Једног дана у село долази новинар из великог града који намјерава да пише репортажу о скором затварању школе због недовољног броја ђака. Почињу чудна догађања око учитељице и њеног дјетета.

## Улоге
| Глумац                 | Улога |
| ---------------------- | ----- |
| Милена Дравић          |       |
| Војислав Воја Брајовић |       |
| Мустафа Надаревић      |       |
| Јосип Пејаковић        |       |
| Рејхан Демирџић        |       |
| Вељко Мандић           |       |
| Перица Мартиновић      |       |
| Јадранка Матковић      | Кора  |
| Милијана Зиројевић     |       |